# أندريه كوتسكا
أندريه أندريوفيتش كوتسكا (بالإوكرانية: Андрі́й Андрі́йович Ко́цка ) (23 مايو 1911 - 3 سبتمبر1987) هو رسام سوفيتي أوكراني، كُرّم كعامل فني في جمهورية أوكرانيا الاشتراكية السوفياتية عام 1971 وفنان الشعب لعام 1982.

## سيرته
في عام 1931 تخرج من مدرسة الرسم العامة في أوجهورود، حيث كان تلميذا لأدلبرت إرديلي ويوسف بقشاي، ثم تابع دراسته في قسم الرسم التذكاري في أكاديمية الفنون الجميلة في روما وتخرج منها عام 1942.
كان عضوًا في اتحاد الفنانين في أوكرانيا منذ عام 1946، وكان عضوًا في مجلس إدارة اتحاد الفنانين في اتحاد الجمهوريات الاشتراكية السوفياتية وعضو هيئة رئاسة مجلس اتحاد الفنانين في جمهورية أوكرانيا الاشتراكية السوفياتية منذ عام 1977. توفي عام 1987 في أوجهورود.

## معارضه
شارك في المعارض الفنية منذ عام 1932، أكثر المعارض شهرة كانت في موسكو (1964)، أوجهورود (1981)، ومنفردًا في موسكو (1983)، تريبيشوف في تشيكوسلوفاكيا (1984).
1. ↑  "Andriy Kotska". مؤرشف من الأصل في 2023-03-11.
2. ↑  "Kotska Andriy Andrievich". مؤرشف من الأصل في 2023-03-11.